# Rourke Chartier
Rourke Chartier, född 3 april 1996, är en kanadensisk professionell ishockeyforward som är kontrakterad till Ottawa Senators i National Hockey League (NHL) och spelar för Belleville Senators i American Hockey League (AHL).
Han har tidigare spelat för San Jose Sharks i NHL; San Jose Barracuda och Toronto Marlies i American Hockey League (AHL) samt Kelowna Rockets i Western Hockey League (WHL).
Chartier draftades av San Jose Sharks i femte rundan i 2014 års draft som 149:e spelare totalt.

## Statistik
| Källa: Uppdaterad: 2023-05-26 | Källa: Uppdaterad: 2023-05-26                   | Källa: Uppdaterad: 2023-05-26                   |                                                 | Grundserie                                      | Grundserie                                      | Grundserie                                      | Grundserie                                      | Grundserie                                      |                                                 | Slutspel                                        | Slutspel                                        | Slutspel                                        | Slutspel                                        | Slutspel                                        |
| Säsong                        | Lag                                             | Liga                                            | Matcher                                         | Mål                                             | Assists                                         | Poäng                                           | Utv                                             | Matcher                                         | Mål                                             | Assists                                         | Poäng                                           | Utv                                             |                                                 |                                                 |
| ----------------------------- | ----------------------------------------------- | ----------------------------------------------- | ----------------------------------------------- | ----------------------------------------------- | ----------------------------------------------- | ----------------------------------------------- | ----------------------------------------------- | ----------------------------------------------- | ----------------------------------------------- | ----------------------------------------------- | ----------------------------------------------- | ----------------------------------------------- | ----------------------------------------------- | ----------------------------------------------- |
| 2010–2011                     | Saskatoon Contacts                              | SMAAAHL                                         | 7                                               | 2                                               | 0                                               | 2                                               | 4                                               | 1                                               | 1                                               | 1                                               | 2                                               | 0                                               |                                                 |                                                 |
| 2011–2012                     | Saskatoon Contacts                              | SMAAAHL                                         | 42                                              | 23                                              | 34                                              | 57                                              | 14                                              | 13                                              | 8                                               | 5                                               | 13                                              | 2                                               |                                                 |                                                 |
| 2012–2013                     | Kelowna Rockets                                 | WHL                                             | 58                                              | 13                                              | 17                                              | 30                                              | 16                                              | 3                                               | 0                                               | 0                                               | 0                                               | 0                                               |                                                 |                                                 |
| 2013–2014                     | Kelowna Rockets                                 | WHL                                             | 72                                              | 24                                              | 34                                              | 58                                              | 8                                               | 14                                              | 6                                               | 6                                               | 12                                              | 2                                               |                                                 |                                                 |
| 2014–2015                     | Kelowna Rockets                                 | WHL                                             | 58                                              | 48                                              | 34                                              | 82                                              | 18                                              | 16                                              | 13                                              | 7                                               | 20                                              | 2                                               |                                                 |                                                 |
| 2015–2016                     | Kelowna Rockets                                 | WHL                                             | 42                                              | 25                                              | 21                                              | 46                                              | 16                                              | 18                                              | 7                                               | 6                                               | 13                                              | 7                                               |                                                 |                                                 |
|                               | San Jose Barracuda                              | AHL                                             | —                                               | —                                               | —                                               | —                                               | —                                               | 1                                               | 0                                               | 0                                               | 0                                               | 0                                               |                                                 |                                                 |
| 2016–2017                     | San Jose Barracuda                              | AHL                                             | 67                                              | 17                                              | 18                                              | 35                                              | 10                                              | 7                                               | 0                                               | 6                                               | 6                                               | 4                                               |                                                 |                                                 |
| 2017–2018                     | San Jose Barracuda                              | AHL                                             | 28                                              | 7                                               | 14                                              | 21                                              | 2                                               | 3                                               | 2                                               | 1                                               | 3                                               | 0                                               |                                                 |                                                 |
| 2018–2019                     | San Jose Sharks                                 | NHL                                             | 13                                              | 1                                               | 0                                               | 1                                               | 2                                               | —                                               | —                                               | —                                               | —                                               | —                                               |                                                 |                                                 |
|                               | San Jose Barracuda                              | AHL                                             | 26                                              | 6                                               | 12                                              | 18                                              | 4                                               | —                                               | —                                               | —                                               | —                                               | —                                               |                                                 |                                                 |
| 2019–2020                     | Spelade ej på grund av allvarlig hjärnskakning. | Spelade ej på grund av allvarlig hjärnskakning. | Spelade ej på grund av allvarlig hjärnskakning. | Spelade ej på grund av allvarlig hjärnskakning. | Spelade ej på grund av allvarlig hjärnskakning. | Spelade ej på grund av allvarlig hjärnskakning. | Spelade ej på grund av allvarlig hjärnskakning. | Spelade ej på grund av allvarlig hjärnskakning. | Spelade ej på grund av allvarlig hjärnskakning. | Spelade ej på grund av allvarlig hjärnskakning. | Spelade ej på grund av allvarlig hjärnskakning. | Spelade ej på grund av allvarlig hjärnskakning. | Spelade ej på grund av allvarlig hjärnskakning. | Spelade ej på grund av allvarlig hjärnskakning. |
| 2020–2021                     | Toronto Marlies                                 | AHL                                             | 28                                              | 2                                               | 6                                               | 8                                               | 4                                               | —                                               | —                                               | —                                               | —                                               | —                                               |                                                 |                                                 |
| 2021–2022                     | Belleville Senators                             | AHL                                             | 33                                              | 10                                              | 15                                              | 25                                              | 4                                               | 2                                               | 1                                               | 1                                               | 2                                               | 0                                               |                                                 |                                                 |
| 2022–2023                     | Ottawa Senators                                 | NHL                                             | 6                                               | 0                                               | 0                                               | 0                                               | 0                                               | —                                               | —                                               | —                                               | —                                               | —                                               |                                                 |                                                 |
|                               | Belleville Senators                             | AHL                                             | 40                                              | 20                                              | 8                                               | 28                                              | 0                                               | —                                               | —                                               | —                                               | —                                               | —                                               |                                                 |                                                 |
| NHL totalt                    | NHL totalt                                      | NHL totalt                                      | 19                                              | 1                                               | 0                                               | 1                                               | 2                                               | —                                               | —                                               | —                                               | —                                               | —                                               |                                                 |                                                 |
| AHL totalt                    | AHL totalt                                      | AHL totalt                                      | 222                                             | 62                                              | 73                                              | 135                                             | 24                                              | 13                                              | 3                                               | 8                                               | 11                                              | 4                                               |                                                 |                                                 |
| WHL totalt                    | WHL totalt                                      | WHL totalt                                      | 230                                             | 110                                             | 106                                             | 216                                             | 58                                              | 51                                              | 26                                              | 19                                              | 45                                              | 11                                              |                                                 |                                                 |

### Internationellt
| Källa: Uppdaterad: 2023-05-26 | Källa: Uppdaterad: 2023-05-26 | Källa: Uppdaterad: 2023-05-26 |         | Utv = Utvisningsminuter | Utv = Utvisningsminuter | Utv = Utvisningsminuter | Utv = Utvisningsminuter | Utv = Utvisningsminuter |
| År                            | Lag                           | Mästerskap                    | Matcher | Mål                     | Assists                 | Poäng                   | Utv                     |                         |
| ----------------------------- | ----------------------------- | ----------------------------- | ------- | ----------------------- | ----------------------- | ----------------------- | ----------------------- | ----------------------- |
| 2013                          | Kanada                        | Ivan Hlinka                   | 5       | 0                       | 1                       | 1                       | 0                       |                         |
| 2016                          | Kanada                        | JVM                           | 5       | 0                       | 2                       | 2                       | 2                       |                         |
| Junior totalt                 | Junior totalt                 | Junior totalt                 | 10      | 0                       | 3                       | 3                       | 2                       |                         |